# 明月侧鳃
明月侧鳃（学名：Euselenops luniceps）是一個海蛞蝓的物種，側鰓目無殼側鰓科Euselenops的一种腹足綱軟體動物。牠們也是這個屬的唯一物種，以及這個屬的模式種。這個屬的學名原作Neda，但因為與鞘翅目多食亞目的另外一個扁蟲的屬同名，所以改為現時的學名。
Thompson & Bebbington (1973)曾經研究過這個物種的齒舌，但其出版並未有對此作過任何描述或發表任何照片與影像。

## 分佈
本亞目物種廣泛分佈於印度洋及西太平洋海域，包括：中國大陸的南中國海海域、
福建省、海南島及香港。
棲息於潮下帶。

## 物種
本物種過往曾被劃分為另外三個不同的物種，分別如下：
- Oscaniopsis amboinei Vayssière, 1898
- Oscaniopsis compta Bergh, 1897
- Oscaniopsis semperi Bergh, 1897

這四個名稱現時都被當作本物種的異名處理；但同屬的Oscaniopsis pleurobrancheana Bergh, 1907 卻被認為是無殼側鰓（Pleurobranchaea pleurobrancheana (Bergh, 1907)）的異名（原來組合）。

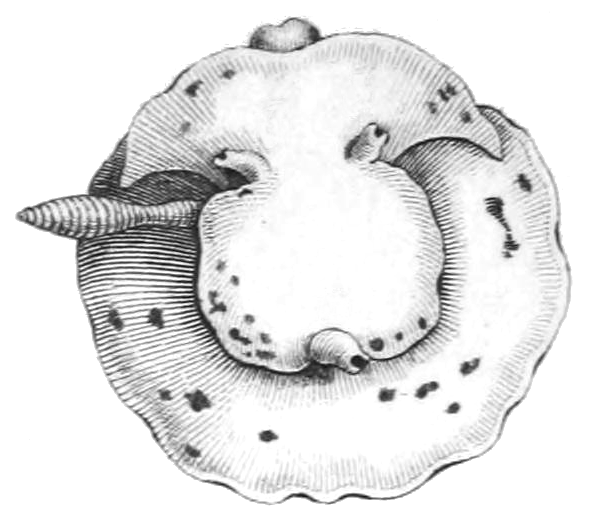
Drawing of dorsal view of Euselenops luniceps

## 延伸閱讀
- Cuvier, G. .  [動物王國根據其組織分佈，作為動物自然歷史的基礎，並介紹比較解剖學]. Volume 2:. Paris: Deterville. 1817: 396; tectibranches: pleurobranches  [2018-03-19]. （原始内容存档于2020-10-19） （法语）.

## 外部連結
- 網絡生命大百科